# 卜維新
卜維新（1538年—？），榜名杨维新，後復姓卜，字克一，號惺泉，直隸鎮江府丹徒縣人，民籍，明朝政治人物。

## 生平
隆慶四年（1570年）庚午科應天府鄉試第三十八名舉人。隆慶五年（1571年）聯捷辛未科會試第一百三十名，三甲第二百六十九名進士。刑部觀政，授松阳知县，万历元年（1573年）调会稽县，丁憂歸。六年复除武强知县，九年擢户部主事，十三年历升员外、郎中，十四年出为江西吉安府知府，萬曆十九年（1591年）五月升江西按察司副使，二十一年十一月升本省左参政管粮，考察去职。二十六年四月降调廣東副使，二十七年致仕。

## 家族
曾祖楊瑠；祖父楊秀；父卜春光，母厲氏。慈侍下。兄维立。弟维城、维藩、维翰。